# Битва при Чанпине
Битва при Чанпине (кит. трад. 長平之戰, пиньинь Chángpíng zhī zhàn) — крупное сражение между войсками древнекитайских царств Цинь и Чжао на исходе периода Сражающихся царств. Считается, что состоялась в 260 году до н. э. По мнению Лян Юй-шэна, она произошла на 8-м году правления Сяочен-вана, то есть в 258 году до н. э. Ф. Кирмэн считает, что верна датировка главы 81 «Ши цзи» — 259 год до н. э. Одна из битв, приведших к наибольшему числу жертв не только в истории Китая, но и вообще в мировой истории. Битва при Чанпине считается самой известной в истории Китая до объединения всей Поднебесной под властью Цинь.

## Предыстория
Одержав в конце IV века до н. э. и в начале III века до н. э. целый ряд побед над княжеством Чу и отняв у него значительную часть территории, Цинь направило свои главные силы на север. В 270 г. до н. э. армия Цинь начала наступление на город Яньюй (на западе уезда Уань провинции Хэбэй), принадлежавший княжеству Хань, самому маленькому и слабому из Сражающихся царств, но была разбита прибывшим на помощь ханьцам войском княжества Чжао во главе с полководцем Чжао Шэ..
Это была крупная неудача, что с мощной армией Цинь в III веке до н. э. происходило редко. Но согласно доктрине Шан Яна циньская армия должна была постоянно воевать хотя бы для того, чтобы сохранить боеспособность.
В соответствии с этим правилом после поражения от войска Чжао циньский правитель не прекратил агрессию против соседей, а лишь временно изменил её направление. В 265 г. до н. э. циньские войска напали на ханьскую область Шандан (ныне городской округ Чанчжи на востоке провинции Шаньси) и постепенно начали захватывать дороги и перевалы через хребет Тайханшань. В 262 г. до н. э. циньское войско захватило Еван (современный городской уезд Циньян провинции Хэнань) и таким образом окончательно отрезало Шандан от Хань. После этого правитель княжества Хань, не имея сил противостоять циньской армии, решил фактически уже потерянную область отдать Цинь и ценой этой уступки заключить мир с грозным соседом.
Но жители Шандана во главе с губернатором Фэном Тином, не желая попасть под власть Цинь, решили перейти на сторону соседнего Чжао, который располагал мощной армией, способной противостоять армии Цинь. Фэн Тин обосновал это следующим образом: «Путь в Чжэн (то есть в княжество Хань) уже перекрыт, Хань наверняка уже не удастся помочь нам. Циньские войска с каждым днём все ближе к нам, ханьцы не могут им противостоять, и лучше передать Чжао земли Шандана. Если Чжао примет нас, циньцы рассердятся и непременно нападут на Чжао. А если Чжао подвергнется нападению, [оно] несомненно сблизится с Хань. Если же Хань и Чжао объединят свои силы, они сумеют противостоять Цинь».
В государственном совете Чжао при обсуждении предложения шанданцев возникли разногласия. Один из чжаоских министров (пинъян-цзюнь), Чжао Бао, настаивал на том, что предложение Фэна Тина не следует принимать, говоря: «Лучше было бы не принимать [дара]; если примем, беды от этого значительно превзойдут то, что мы от этого получим». Другой министр (пинъюань-цзюнь) Чжао Шэн сказал: «Ведь мы просто так получаем целую область; лучше будет её принять».
Чжаоский правитель Сяочен-ван предпочёл мнение Чжао Шэна. Он пожаловал губернатору Фэн Тину звание Хуаян-цзюня и принял область Шандан в своё государство. Для этого у него были веские основания, так как захват Шандана не только вбивал клин между Хань и Чжао, но и выводил циньцев на опасно близкое расстояние к Ханьданю — столице княжества Чжао. С этого времени борьба за Шандан стала вестись между Цинь и Чжао — двумя сильнейшими в военном отношении княжествами периода Сражающихся царств.
В этой борьбе княжеству Чжао не приходилось рассчитывать на помощь соседних царств, поскольку Чжао долгое время оппортунистически заключало коалиции то с участием Цинь, то антициньской направленности, а потому не имело верных и постоянных союзников. Таким образом, в это время княжеству Чжао пришлось полагаться только на свои силы.
Оборонять новую область правитель Чжао поручил талантливому полководцу Лянь По (Чжао Шэ к этому времени уже умер). Ему пришлось сражаться со значительно превосходящими силами противника.
Ввиду того, что в полевом сражении циньская армия оказалась намного сильнее, что выявилось в ряде небольших боёв, приведших к поражению чжаосцев, Лянь По построил ряд укреплений, остановивших циньскую экспансию. Он разместил свои войска в Чанпине (современный городской уезд Гаопин провинции Шаньси) и хорошо его укрепил. Теперь цинские войска в попытках преодолеть укрепления Чжао несли большие потери, а войска Чжао — минимальные. Несмотря на то, что правитель Чжао неоднократно выражал недовольство понесёнными потерями и действиями своего главнокомандующего, не сумевшего изгнать циньцев из Шандана, Лянь По придерживался оборонительной стратегии, считая её наилучшей. Он не поддавался на провокации циньцев, вызывавших его на открытый бой и удерживал свои войска в укреплениях. Цинь располагала превосходящими силами, но не могла использовать их против войск Чжао, засевших в укреплениях, поскольку их штурм приводил к слишком большим потерям среди атакующих. Ситуация стала патовой.

## Тайная война
Сложившаяся ситуация создавала большое напряжение для обоих государств, поскольку и Чжао, и Цинь приходилось держать на фронте и снабжать многие сотни тысяч воинов. Однако положение циньцев было менее выгодным, поскольку им приходилось снабжать войска вдали от своей территории, а циньский ван сурово относился к полководцам, не сумевшим добиться победы.
Из военного тупика княжество Цинь вышло путём искусных интриг и подкупа чжаоских чиновников. Правитель Цинь по совету своего первого министра Фань Суя заслал в Чжао множество агентов, которые при помощи подкупленных чиновников и распространения слухов сумели скомпрометировать Лянь По в глазах правителя Чжао, выставив его старым и трусливым, а то и изменником, готовым сдать Шандан врагу. На подкуп людей в стане противника правитель Цинь не жалел средств: согласно Сыма Цяню на это были затрачены тысячи цзиней золота (цзинь эпохи Сражающихся царств составлял 596,886 г).
Интриги достигли своей цели, поскольку правитель Чжао и так был недоволен своим полководцем, не одержавшим в Шандане победу над армией Цинь. Не осознавая того, что сумев остановить наступление превосходящих сил противника, Лянь По уже одержал победу, Сяочен-ван отстранил его от поста главнокомандующего и назначил на его место амбициозного молодого генерала Чжао Ко (англ.), сына покойного полководца Чжао Шэ. Агенты Цинь восхваляли Чжао Ко как компетентного и энергичного командира, способного воодушевить войска и разгромить циньцев. Он действительно теоретически хорошо знал военное дело, но не имел никакого практического опыта командования войском. По преданию, его отец перед смертью завещал своей жене не допускать, чтобы его сын когда-либо командовал войском. «Война — это смерть! — говорил Чжао Шэ. — А Чжао Ко говорит о ней легкомысленно. Надо стараться, чтобы вану (правителю княжества) никогда не пришло в голову назначить нашего сына полководцем, иначе он доведёт армию княжества до полного разгрома» (Сыма Цянь, «Жизнеописание Лянь По и Линь Сян-жу»).
Вдова Чжао Шэ и государственный министр Линь Сянжу умоляли Сяочэн-вана отменить назначение Чжао Ко командующим, но чжаоский правитель отказал в этой просьбе. Единственное, что смогла добиться от правителя вдова Чжао Шэ, это обещания не наказывать род Чжао, если её сын потерпит поражение.
В свою очередь княжество Цинь тайно заменило своего прежнего главнокомандующего Вана Хэ генералом Бай Ци. В отличие от кабинетного стратега Чжао Ко тот был выдающимся полководцем, многие годы весьма успешно командовавшим войсками и имевшим на своем счету множество блестящих побед и ни единого поражения. За свои выдающиеся военные заслуги Бай Ци был удостоен циньским ваном высокого звания «уань-цзюнь» (правитель, умиротворяющий оружием), что приблизительно соответствует современному званию фельдмаршала или даже генералиссимуса.
Помимо репутации «гения войны», Бай Ци был печально известен тем, что сделал одним из главных методов войны истребление живой силы противника и безжалостно казнил всех захваченных им пленных. За это он получил прозвище «Жэньту», что буквально означает «мясник по человечине». Уже одно известие о появлении этого страшного человека на посту командующего циньским войском могло крайне насторожить чжаосцев. Поэтому в приказе по циньской армии было объявлено, что всякий, кто проболтается о назначении Бай Ци, будет казнён.

## Сражение
По преданию, циньский полководец Бай Ци, узнав о назначении Чжао Ко главнокомандующим, улыбнулся и сказал, что победа уже одержана. Последующие события полностью подтвердили его предвидение, поскольку он за 44 года до Ганнибала осуществил «Канны» — окружение и уничтожение целой армии противника, причём в многократно большем масштабе. Новый главнокомандующий чжаосцев, прибыв в войска, отстранил большое число офицеров, не согласных с его наступательной тактикой и назначил вместо них новых. Численность своих войск он подкреплениями довёл до 400 тысяч человек и сразу же приказал перейти в наступление. В ответ циньские войска имитировали поспешное бегство от Чанпина на юг и преднамеренно отступили к своему укрепленному лагерю.
Войско Чжао, уверенное в том, что противник терпит поражение, энергично преследовало его, но на выходе из ущелья внезапно для себя оказалось перед заранее построенными вражескими укреплениями, образовывавшими полукольцо. Попытка чжаосцев с ходу атаковать и прорвать циньские укрепления оказалась безуспешной и привела лишь к большим потерям среди чжаосцев: «укрепления были столь мощны, что чжаосцы не смогли их захватить» (Сыма Цянь, «Жизнеописание Бай Ци и Ван Цзяня»).
На втором этапе сражения в тыл силам Чжао ударил оставленный в засаде 25-тысячный отряд циньских войск, а пятитысячная легкая конница Бай Ци ударила во фланг Чжао. После этого легкая пехота циньцев совершила вылазку из укрепленного лагеря и расстроила войско Чжао. Таким образом, армия Чжао была разбита, окружена и лишена продовольствия. Упоминавшийся выше 25-тысячный отряд отрезал чжаосскую армию от Чанпина, замкнув таким образом кольцо окружения. На равнине 25 тысяч циньских воинов не могли бы удерживать атаку 400 тысяч вражеских солдат, идущих на прорыв, но район сражения являлся горным, где имелось всего лишь несколько узких проходов.
Пропустив всю армию Чжао в долину, циньский засадный отряд захватил все перевалы и немедленно возвел там сильные укрепления, оказавшиеся для чжаосцев неприступными, как с юга, со стороны окруженной армии, так и с севера, со стороны Чанпина, оставшемся в руках чжаосцев. Вылазка легкой пехоты из циньского лагеря на юге не имела иной цели, кроме как отвлечь внимание командования Чжао от перевалов на севере и дать таким образом засадному отряду достаточно времени на их захват и строительство укреплений. Таким образом, Бай Ци для достижения победы мастерски использовал все особенности местного горного ландшафта, заманив и заперев в ущелье всю армию Чжао.
Тяжёлое положение чжаоского войска, лишённого продовольствия, усугублялось ещё и нехваткой в ущелье воды для такого огромного количества людей, которое там оказалось. А для того, чтобы выйти из окружения, на любом направлении чжаосцы должны были атаковать противника, засевшего в укреплениях, неся тяжелые потери. Впоследствии циньские части, блокирующие горные проходы на севере, были ещё более усилены. Узнав об окружении большой армии Чжао, циньский правитель Чжаосян-ван лично принял все меры к тому, чтобы исключить всякую возможность прорыва чжаоского войска из окружения. Он, прибыв в район Хэнэя (в современной Хэнани), пожаловал старейшинам по одному рангу знатности, мобилизовал всех мужчин старше 15 лет (обычно в циньскую армию брали с 17 лет) и направил их под Чанпин, чтобы усилить блокаду путей, по которому могла подойти помощь и провиант чжаосцам.
Блокада оказалась эффективной, и войско Чжао не смогло вырваться из окружения. Вполне возможно, Чжао Ко со временем мог бы набраться опыта и стать прекрасным полководцем. Но, к его несчастью и несчастью всего Чжао, как раз времени у него и не оказалось, поскольку первым же его противником оказался беспощадный циньский гений войны Бай Ци. Новый главнокомандующий чжаоской армией не смог найти выхода из того сложного положения, в которое его поставил многоопытный враг. Вместо того, чтобы немедленно начать прорываться, Чжао Ко приказал строить укрепления, в надежде, что оставшиеся в Чанпине войска придут на помощь.
Однако окружённые не получили никакой помощи извне. Несколько попыток прорвать блокаду изнутри были предприняты слишком поздно, когда силы окружённых чжаосцев уже истощились от голода, а кольцо окружающих циньцев, наоборот, было усилено. Осознав в конце концов, в какую страшную ловушку он завёл своих людей, Чжао Ко разделил чжаоскую армию на четыре корпуса и приказал каждому из них прорываться самостоятельно. Но все попытки окруженных атаковать вражеские укрепления, встречаемые градом стрел циньских лучников и арбалетчиков, провалились. В одной из таких отчаянных атак погиб лично участвовавший в атаке командующий Чжао Ко.
Окруженная армия Чжао проявила большую стойкость, но после 46-дневного окружения, не получая никакого продовольствия, исчерпала все силы. По сообщению Сыма Цяня, голод довел воинов Чжао до самой крайности, до людоедства — «они начали тайком поедать друг друга». Под угрозой неминуемой голодной смерти, утратив всякую надежду на спасение, армия Чжао решилась сдаться под обещание циньцев сохранить побеждённым жизнь. Победителем из решающего сражения вышло царство Цинь. Успех полководца Бай Ци был оглушительным: он заставил сдаться самое многочисленное войско, которым когда-либо обладало воинственное княжество Чжао.

## Невероятная жестокость
Бай Ци, вопреки своему обещанию, приказал казнить всю разоружённую армию Чжао, заживо закопав всех пленных воинов в землю. Согласно «Историческим запискам» Сыма Цяня, под Чанпином было убито более четырёхсот тысяч солдат Чжао. В живых циньцы оставили только 240 самых молодых чжаоских солдат, которых Бай Ци велел отпустить на родину. Это было сделано не из жалости к юным солдатам, а лишь для того, чтобы они вернулись домой и сообщили чжаосцам страшную весть о гибели всей молодёжи страны и тем самым навести леденящий ужас на все княжество Чжао.
Эта цель им была достигнута: Сыма Цянь пишет, что после этого известия «чжаосцы были потрясены». Долина Синъюаньгу, где, как считается, произошло это побоище, впоследствии в народе называлась «Долиной убийств» — Шагу. Через 10 веков император Сюань-цзун империи Тан, потрясённый трагедией убитых при Чанпине военнопленных, повелел воздвигнуть храм, куда были помещены найденные там человеческие останки. Однако кости погибших там людей находят и доныне.

## Последствия
Согласно летописям «Ши Цзи» Сыма Цяня, общие потери чжаосцев в ходе битвы при Чанпине, включая потери в боях и казненных циньцами пленных воинов, составили колоссальную цифру в 450 тысяч человек. Таким образом, битва при Чанпине для царства Чжао приобрела масштаб не только военной, но и государственной катастрофы, поскольку государство сразу же лишилось всего трудоспособного мужского населения, почти всей молодёжи. Правитель Сяочен-ван выполнил обещание, данное вдове Чжао Шэ и не стал наказывать род Чжао за гибель огромной армии по вине её сына. Но царство Чжао так и не смогло оправиться от сокрушительного удара, тем более оно через несколько лет подверглось агрессии царства Янь, пытавшегося оторвать кусок территории внезапно ослабевшего государства, а циньцы не прекращали своих нападений.
Все попытки остальных царств Поднебесной остановить экспансию Цинь также были безуспешны; Цинь покорило весь Северный Китай и объединило его под своей властью, завершив таким образом период Сражающихся царств. С другой стороны, армия Цинь при Чанпине также понесла значительные потери, составившие по оценке древнекитайских историков, более половины от чжаоских. Вследствие этих потерь, а также военной помощи, оказанной чжаосцам царствами Вэй и Чу, царство Цинь не смогло взять осаждённый им в 258 г. до н. э. Ханьдань (столицу Чжао). Покорение царства Чжао состоялось в 228 г. до н. э.

## Память в народе
Несмотря на то, что со времени трагедии при Чанпине прошло более 22 веков, жители бывших княжеств Чжао и Хань никогда не забывали о чудовищном злодеянии, совершенном по приказу Бай Ци. В области, где раньше был Шандан, есть традиционная еда «байци-дуфу», представляющая собой белый бобовый творог, порезанный на части. Это блюдо, название которого переводится как «мясо Бай Ци», символизирует глубокую ненависть местных жителей к Бай Ци вплоть до того, что они готовы порезать его на части и съесть. В этой области также есть храм в память Чжао Ко и его жены. В народе его почитают несмотря на то, что его армия была истреблена из-за того, что он умел воевать лишь на бумаге, поскольку он не сдался, а погиб в бою за свободу. В народе считают, что если бы Чжао Ко не был убит циньской стрелой, он не сдался бы, а заставил бы свою армию сражаться насмерть. Храм в его память назван «храмом князя Чжао». Хотя Чжао Ко не был князем, люди почитают его как князя Чжао.

## Отражение в культуре
Китайский телесериал 2004 года «Tiexue Changping» («Чанпинская война») основан на событиях битвы при Чанпине.
В 2009 году режиссёр Хэ Пин снял фильм — историческую драму «Пшеница», действие которого происходит в княжестве Чжао во время битвы при Чанпине..
В 2012 начата адаптация манги "Царство". Начало 3-го сезона повествует об этом событии.